# Björn Andrésen
Björn Johan Andrésen (* 26. Januar 1955 in Stockholm) ist ein schwedischer Schauspieler und Musiker. 

## Leben und Karriere
Andrésen war Schüler an der renommierten Musikschule Adolf Fredriks Musikklasser in Stockholm. Er hatte bis dahin nur eine kleine Nebenrolle in dem Film Eine schwedische Liebesgeschichte übernommen, als er mit 15 Jahren die Rolle des Tadzio in Luchino Viscontis Film Tod in Venedig (1971) nach der Novelle Der Tod in Venedig von Thomas Mann erhielt. Der Film machte den Schauspieler international bekannt, der sich allerdings später über den plötzlichen Ruhm und die daraufhin an den Teenager herangetragenen sexuellen Zuneigungen von Männern und Frauen kritisch äußerte. Die Feministin Germaine Greer kritisierte er dafür, sein Bild auf dem Titelblatt ihres kontroversen Buches The Beautiful Boy (2003) ohne Zustimmung verwendet zu haben. In einem Interview mit dem Magazin Stern äußerte sich Andrésen im Jahr 2002 zwiespältig über seinen Ruhm aus der Rolle des Tadzio:

„Tadzio war zwar kein Trauma, aber doch ein lästiger Schatten. Ein Leben ohne ihn wäre auf jeden Fall leichter gewesen, aber auch weniger interessant.“

Nach dem Erfolg mit Tod in Venedig ging er für einige Zeit nach Japan, wo er als Sänger mehrere Hitsongs hatte und zum Teenager-Star avancierte. Bis heute folgten Auftritte in schwedischen Filmen und Fernsehserien, wobei er sich mit seiner Rollenwahl meist bewusst von dem Tadzio-Image zu lösen versuchte. Nur wenige von Andrésens späteren Filmen, darunter eine wiederkehrende Rolle in der Serie Springflut sowie eine Gastrolle in der Krimireihe Mankells Wallander, wurden im deutschsprachigen Raum ausgestrahlt. 2019 hatte er eine Nebenrolle in dem international erfolgreichen Horrorfilm Midsommar von Ari Aster. Daneben war er in den 1980er-Jahren Manager eines kleinen Theaters. Andrésen sieht sich selbst allerdings in erster Linie als Musiker, da dies noch vor der Schauspielerei seine Leidenschaft ist. Er spielte in verschiedenen Bands, darunter der Sven Erics dance band, und gab privaten Musikunterricht.
Andrésen lebt heute in einer kleinen Wohnung in Stockholm; mit seiner Ex-Frau Susanna Román hat er eine 1984 geborene Tochter namens Robine. Sein 1986 geborener Sohn Elvin starb im Alter von 9 Monaten durch plötzlichen Kindstod, was zur Trennung des Ehepaares führte. 2021 erschien der Dokumentarfilm The Most Beautiful Boy in the World, ein Porträt von Andrésen, das dessen Überforderung mit dem frühen Ruhm und sein seitdem oftmals schwieriges Leben zum Thema hat.

## Filmografie
- 1970: Eine schwedische Liebesgeschichte (En kärlekshistoria)
- 1971: Tod in Venedig (Morte a Venezia)
- 1977: Bluff Stop
- 1982: Den enfaldige mördaren
- 1982: Junggesellen für eine Woche (Gräsänklingar)
- 1985: Smugglarkungen
- 1985: Svenska brott (Fernsehserie, eine Folge)
- 1986: Morrhår & ärtor
- 1987: Lysande landning (Fernsehfilm)
- 1989: Maskrosbarn (Fernsehfilm)
- 1989: Det var då … (Fernsehserie, eine Folge)
- 1990: Lucifer Sensommer – gult og sort
- 1991: Agnes Cecilia – En sällsam historia
- 1992: Kojan (Kurzfilm)
- 1994: Rederiet (Fernsehserie, eine Folge)
- 2003: Belinder auktioner (Fernsehserie, eine Folge)
- 2004: Pelikaanimies
- 2004: Graven (Fernsehserie, zwei Folgen)
- 2005: Lasermannen (Fernsehserie, zwei Folgen)
- 2006: Väldarnas Bok (Fernsehserie, fünf Folgen)
- 2010: Mankells Wallander: Das Erbe (Fernsehserie)
- 2014: Gentlemen
- 2014: Reya
- 2016: Gentlemen & Gangsters (Fernsehserie, drei Folgen)
- 2016: Shelley
- 2016: The Lost Ones
- 2016–2018: Springflut (Springfloden; Fernsehserie, sechs Folgen)
- 2017: Jordskott – Die Rache des Waldes (Jordskott; Fernsehserie, drei Folgen)
- 2019: Midsommar
- 2021: Agatha Christies Hjerson (Fernsehserie, acht Folgen)

## Auftritte in Dokumentarfilmen (Auswahl)
- 1970: Auf der Suche nach Tadzio (Alla ricerca di Tadzio)
- 1988: À la recherche de Tadzio
- 2001: Arena
- 2015: Hotellet
- 2021: The Most Beautiful Boy in the World (Världens vackraste pojke)